# 9. század (film)
A 9. század (eredeti cím: 9 рота, 9 rota) egy Fjodor Bondarcsuk által 2005-ben rendezett orosz–ukrán–finn háborús filmdráma, amely a szovjet–afgán háború idején játszódik, és egy ütközet történetét meséli el, mégpedig a 3234-es dombnál lezajlott csatát. A filmet Magyarországon még nem mutatták be.

## Cselekmény
1988, a Szovjetunió már 9 éve folytat háborút Afganisztánban. A szibériai Krasznojarszk városában újoncokat soroznak be a háborúba. Itt találkozik össze egy csapat fiatal (Lutij, Vorobej, Csugun, Rjaba, Giaconda, Sztasz és Pinocset), hogy aztán megkezdjék kiképzésüket és két évig tartó külföldi katonai szolgálatukat Afganisztánban. A srácokat érzelmesen búcsúztatják el családjaik.
A srácokat Üzbegisztánba küldik, a ferghanai kiképző bázisra, ahol az afganisztáni veterán, Dugalo őrmester kezei alá kerülnek. Az őrmester elszántan igyekszik a faragatlan újoncokból olyan katonákat képezni, akik túlélhetik az afganisztáni bevetéseket. Módszerei kíméletlenek, és brutálisak. Eközben ő maga is saját démonjaival küzd az afganisztáni emlékei révén. A kiképzés során a srácok sem jönnek ki jól egymással, Csugun és Rjaba állandóan provokálják a csendes Vorobejt, akiről tudják, hogy mennyasszonya várja haza. Egy alkalommal egy kiképzési gyakorlat során – amikor harckocsival hajtanák át Vorobej fele fejett –, a fiú bevizel, de teljesíti a feladatot, miután a gyakorlógránátot felhajítja a tankra. A többiek kiröhögik, kigúnyolják, ám Dugalo a védelmére kell. Később Vorobej kivívja a fiúk tiszteletét, amikor ökölharcban legyőzi Csugunt, miután az sokadik alkalommal provokálja őt.
A kiképzés végén a fiúk megismerkednek a bázison élő "Hófehérkével", egy szovjet tiszt lányával, akivel pásztorórát tartanak. Eközben a srácok elmesélik egymásnak, hogy mit hallottak eddig Afganisztánról. Dugalo a tanítványaival, akiket a végére megszeret, visszaakar térni Afganisztánban, de labilis pszichológiai állapota miatt a parancsnokság elutasítja kérelmét, hogy újra harcoló egységhez kerüljön. A srácok ezután Afganisztánba repülnek, ahol azonnal megízlelik a háború borzalmait, amikor érkezésük után támadás éri a szovjet repteret. Ljutij az érkezés alkalmával összeismerkedik egy földijével, egy szovjet veteránnal, aki átad neki egy szerencsét hozó amulettet, majd a búcsú után a hazautazó leszerelő katonák gépét (akik leváltására érkeztek Ljutijék) az afgánok RPG-vel kilövik, a repülő pedig lezuhan. 
Bagram városába érve a srácokat külön választják egymástól. Ljutijt, Vorobejt, Csugunt, Giacondát és Sztaszt a 9. századhoz osztják be. A század bunkerébe érkezve találkoznak a veteránokkal: Kontyossal, a rangidős őrmesterrel, Kurbasival az üzbég felcserrel és Afanaszijjal. Kontyos először beugratja a fiúkat, de hamar kiderül, hogy nem akar agresszív lenni az újoncokkal, pontosan tudja, hogy Dugalo kezei alatt min mentek keresztül. Ismerkedésük alatt a veteránok igyekeznek az újak feszültségét oldani, azzal nyugtatják őket, hogy csak a konvojokat kell a hegycsúcsokon fedezniük. Hamarosan útnak is indul a század a 3243-es magaslat felé. Már az oda út véres a csapat számára.  Egy szovjet különleges egység egy mentőakció után visszahozza a századhoz Rjabát, aki egyedül élt túl egy afgán támadást, és sokkos állapotban van. Vorobej lesz az első a srácok közül, aki embert öl, miután egy hajtóvadászat végén véletlenül agyon lövi Ahmedet, az afgán ellenállót. A csapatot megtámadják a mudzsahedek, megölik a század parancsnokát, és Rjabát is. A mesterlövésszé vált Giaconda is eléri első találatát.
Megérkeznek a magaslathoz, Kontyos vezetésével a katonák kialakítják a védelmet. Az afgánok egy kisebb rajtaütést indítanak a csapat ellen, ezt követően megtorló támadást hajtanak végre a közeli faluban a szovjetek, ahol a tűzharcban Sztasz halálos sebet kap. Ezután a század napjai unalmasan telnek, majd megünneplik az újévet. Meghallgatják Gorbacsov beszédét, közben kiderül, hogy Kontyost is súlyosan megterhelte a háború. Az ünneplés közben beugrik a bunkerbe Pinochet, aki visszahelyeztette magát a századhoz. Néhány nap múlva elszabadul a pokol. Az első áldozat Giaconda, aki gyanútlanul kisétál a sziklákhoz, hogy hobbijának, a festészetnek szenteljen egy kis időt, de a támadásra készülő afgánok megölik. Az ellenség megrohamozza a század állásait, akik felveszik a kesztyűt, Kontyos megszervezi a védelmet, majd heves harc bontakozik ki. Az afgánok több támadását is visszaverik, azonban rádiókapcsolat nincs, nem tudnak erősítést, sem kimentést kérni. Egy újabb roham során elesik Kontyos is, majd csapdába kerül Vorobej, aki gránáttal robbantja fel magát, hogy ne kerüljön fogságba. Pinochetet közelharcban ölik meg, Csugun súlyosan megsebesül, későn látják el, Kurbasi is elesik. Az utolsó támadás előtt már csak Ljutij és Afanaszij él, meg néhány másik katona. Megindul az utolsó afgán támadás, ahol elesik Afanaszij is, miközben megörül az érkező helikoptereknek. A helikopterek szétlövik az afgánokat, majd leszállnak, és megtalálják az utolsó életben lévő katonát, Ljutijt, akit a szovjet ezredes megölel hősiességéért, és közli vele, hogy a szovjet csapatok elhagyják Afganisztánt.
A film záróképsorában a már őrmesterré előléptetett, bajuszt növesztett Ljutij elmélkedik egy tankon ülve, hogy olyan államért harcoltak, amely két éven belül már nem létezett, és hogy mennyire értelmetlen volt ez a háború. 

## Szereplők
- Artur Szmoljanyinov – Oleg "Ljutij" Lutajev közlegény majd őrmester
- Alekszej Csadov – Vologya "Vorobej" Vorobjov közlegény
- Konsztantyin Krijukov – Ruszlan "Giaconda" Petrovszkij közlegény
- Mihail Evlanov – Rjabakov "Rjaba" közlegény
- Ivan Kokorin – Csugajnov "Csugun" közlegény
- Artyom Mikhalkov – Sztaszenka "Sztasz" közlegény
- Szoszlan Fidarov – Bigbulatov "Pinochet" közlegény
- Mihail Porocsenkov – Dugalo őrmester
- Fjodor Bondarcsuk – Pogrebnyak "Kontyos" törzsőrmester
- Amadu Mahmudov – Kurbanhaliev "Kurbasi" szanitéc-őrmester
- Dmitrij Muhamamedev – Afanaszij őrmester
- Irina Rakmanova – Hófehérke
- Alkeszej Kravcsenko – Bisztrov százados
- Szvetlana Ivanovna – Olja, Vorobej menyasszonya
- Alekszej Szerebjarkov – Hírszerző százados
- Andrej Kraszko – Az afganisztáni ezredes

## Fogadtatás
Az első néhány napban 7,7 millió dolláros bevételt termelt az orosz mozikban. A Rotten Tomatoes 10/6-ra értékelte a filmet.
A film hírek szerint Vlagyimir Putyin egyik kedvenc filmje lett. Érdekesség, hogy a film két szereplője is bizonyítottan szembekerült az orosz kormánnyal, ezek a főszereplő Artur Szmoljanyinov és Alekszej Szerebrajkov. 
2006-ban jelölték a legjobb idegennyelvű filmnek az Oscar-gálára.